# 涂纪亮
涂纪亮（1926年4月25日—2012年4月8日），男，贵州遵义人，中国现代西方哲学专家。

## 生平
幼时在私塾读书，1936年，转入遵义私立玉锡小学，1939年春考入贵州省立遵义师范附属中学读初中，1941年，高中在进入浙江大学附属中学学习。1944年被保送入浙江大学文学院外国语言学系，1948年毕业。1951年在军委民航总局政治部工作。1956年，应聘进入中国科学院（现中国社会科学院）哲学研究所。后晋升为研究员。1978年，正式调入哲学研究所现代外国哲学研究室，1979年，任命为现代外国哲学研究室副主任，后被升为主任。1979年，被选为中国现代外国哲学学会第一届学会秘书长以及后来的名誉理事长。
1983年开始，1986、1992、1999年被选为中国翻译工作者协会第一二、三、四届理事。除此之外，担任《世界哲学》期刊的主编。2006年，成为中国社会科学院荣誉学部委员。
2012年4月8日在北京逝世，享年86岁。

## 出版物
主要著作（包括合著及译作）有：《分析哲学及其在美国的发展》、《英美语言哲学概论》、《现代西方语言哲学比较研究》、《美国哲学史》、《维特根斯坦后期哲学思想研究》、《从古典实用主义到新实用主义———实用主义基本观点的演变》、编译蒙让的《爱尔维修的哲学》、波波夫《康德和康德主义》、《语言哲学名著选辑》等。
论文：《当代美国哲学的发展趋势》、《罗•塞拉斯及其唯物主义的自然主义哲学》、《分析哲学与后分析哲学》、《实用主义认识论观点的演变》、《意向性理论的几个问题》、《索绪尔、列维-斯特劳斯和德里达》。